# Lindbacken
Lindbacken är ett bostadsområde cirka 8 km nordost om Uppsalas centrum. Området ingår i den av SCB avgränsade tätorten namnsatt till Jälla, vilket annars är namnet på byn till väster om Lindbacken. Lindbacken ligger på östra sidan om länsväg 288, där en planskild korsning utgör infart för motorfordon till området. Området marknadsfördes till en början som "Östra Vaksala", trots att bostadsområdet egentligen är beläget i den nordligaste delen av Vaksala distrikt. 

## Områdets namn
Namnet Lindbacken härstammar från namnet på ett gammalt soldattorp som på häradskartan från 1861 finns utmarkerat på aktuell plats. Lindbacken utgör idag också namnet på en moränhöjd i områdets norra delar. "Torpbebyggelse med anknytning till området" som kategori används också för gator och vägar i området.
Andra namn som diskuterades för området innan beslutet om Lindbacken antogs var Lundavret, Starboda, Lunda äng med flera. (Kommunfullmäktigeprotokoll, Uppsala kommun 2012-02-27)

## Detaljplanen
Detaljplanen för bostadsområdet antogs av kommunfullmäktige och vann sedan laga kraft den 22 oktober 2010. Området kommer att bebyggas med olika boendeformer (villor, radhus, parhus) som tillsammans kommer att utgöra cirka 700 bostäder. Förskolor, skola och tre parker kommer också att byggas.